# Abbaye de Breuil-Herbaud
L'abbaye du Breuil-Herbaud est une abbaye disparue située dans la commune de Falleron, dans le département de la Vendée, en France.

## Histoire
Elle fut fondée avant 1130, sous l'invocation de Notre-Dame, et soumise à la règle de saint Benoît. Cette période correspond également à la fondation d'autres abbayes vendéennes, comme celles de l'Île Chauvet, de La Grainetière et de Trizay.
Le Dictionnaire des familles du Poitou (art. Thouars) parle d'une confirmation faite, en 1029, par Geoffroy, vicomte de Thouars, de la donation, en faveur du monastère de Saint-Cyprien de Poitiers, par Raoul Flamme et Raingarde, son épouse, de leur domaine de Breuil-Herbaud, pour y construire un bourg et une église.
Cette abbaye, d'après son nom (breuil désigne un boisement), a été établie au milieu des bois. Dès l'an 1700, il n'y avait plus de moines, et la mense conventuelle avait été unie à la mense abbatiale. Le revenu s'élevait en 1789 à 6 000 livres selon les uns[Qui ?], ou seulement à 3 000 selon d'autres documents.

## Liste des abbés
- Girard en 1130
- Jean en 1206
- Guillaume Ier en 1271
- Guillaume II Butys avant 1498
- René Pidoux en 1540
- Louis Moreau, également abbé d'Orbestier mourut en 1670
- Gilbert de Clérambault, évêque de Poitiers et abbé de Lieu-Dieu-en-Jard de 1670 jusqu'en 1680
- Jacques Nicolas Beissier fils de Jacques, chirurgien du roi, fut chevalier de Saint-Lazare et commandeur de Saint-Jacques-du-Lys. Il devint abbé de Breuil-Herbaud au mois de mai 1680, répara l'église et l'abbaye, fit rentrer les domaines usurpés et travailla pour le bien de la maison. Il fut aussi abbé de Saint-Clément de Metz.
- Joseph-Antoine du Soulier nommé en 1717
- Martial du Soulier nommé en 1733
- De La Rochefoucauld du Puy-Rousseau de 178? à 1789.

## Visites
Les vestiges de cette abbaye se trouvent sur un site privé et ne peuvent pas être visités.